# Nicholas Harris Nicolas
Nicholas Harris Nicolas (1799 Darmouth - 1848 Boulogne) fue un anticuario inglés.

## Biografía
Cuarto hijo del Comandante John Harris Nicolas (1758 - 1844) y Margaret Nicolas (de nacimiento Blake), nacido en Darmouth. Sirvió en la Armada hasta 1825 y se dedicó después al estudio de la jurisprudencia y ejercicio de la abogacía desde 1825, aunque puso siempre particular empeño en el estudio de las cuestiones genealógicas. En 1822 se casó con Sarah, hija de John Davison de Loughton. Tuvieron dos hijos y seis hijas. Las dificultades financieras obligaron a Nicolas a dejar Inglaterra, y muere cerca de Boulogne. En 1832 fue nombrado canciller y caballero de la Orden de San Miguel y San Jorge. Se convirtió en miembro del consejo de la Sociedad de Anticuarios en 1826, pero pronto comenzó a criticar la gestión de los asuntos de la Sociedad, y se retiró en 1828.

## Obras
Sus obras más conocidas fueron:
- History of the Orders of Knighthood of the British Empire
- The Chronology of History (Londres, 1833)
- Life of William Davison (Londres, 1823); Nicholas Harris Nicolas, Life of William Davison: Secretary of State and Privy Counsellor to Queen Elizabeth, Nichols (1823)
- Synopsis of the Peerage of England (Londres, 1825)
- Life and Times of Sir Christopher Hatton (Londres, 1847)
- History of the Royal Navy (Londres, 1847).